# The Piano Lesson (film)
The Piano Lesson è un film del 2024 diretto da Malcolm Washington, al suo esordio alla regia.
La pellicola è l'adattamento cinematografico dell'omonimo dramma di August Wilson.

## Trama
La famiglia Charles è alle prese con l'eredità di famiglia e con decisioni difficili, il tutto mentre determinano il destino del loro pianoforte, il cimelio della famiglia. Questo li porterà a discutere su temi molto profondi.

## Produzione
Nell'aprile 2023 è stato annunciato che Malcolm Washington avrebbe diretto un adattamento cinematografico di The Piano Lesson con John David Washington, Samuel L. Jackson, Ray Fisher e Michael Potts, che avevano già recitato nel dramma a Broadway nel 2022.
Le riprese sono iniziate ad Atlanta nell'aprile 2023.

## Promozione
Il primo trailer è stato diffuso il 21 agosto 2024.

## Distribuzione
Il film è stato presentato in anteprima assoluta al Toronto International Film Festival il 31 agosto 2024, prima di essere presentato nei cinema statunitensi in distribuzione limitata dall'8 novembre seguente. Successivamente, il film è stato distribuito su Netflix il 22 novembre 2024.